# بردة رش (بوالحسن)
بردة رش (بالفارسية: برده رش) هي منطقة سكنية تقع في إيران في قسم بوالحسن الريفي. يقدر عدد سكانها بـ 211 نسمة .